# Chillán
Chillán er en stor kommune-by i regionen Ñuble i Diguillín-provinsen i Chile, beliggende syd for landets hovedstad Santiago, tæt på det geografiske midtområde af Chile. Byen er hovedstaden af Ñuble-regionen siden den 6. september 2015. Byen har togstation, busterminal med forbindelser til andre byer, en militærbase samt landbrugsafdelingen for Concepción universitetet. Byen har et moderne stort shoppingcenter, samt en kæmpe markedsplads hvor befolkningen kan sælge og købe frugt, grønsager, tøj og håndlavede artikler. De nærliggende bjerge kan man stå på ski i.